# Comté de Limbourg
Pour les articles homonymes, voir Limbourg (homonymie).
Ne doit pas être confondu avec Comté de Limbourg-sur-la-Lenne.
1065–1101
Entités précédentes :
- Basse-Lotharingie

Entités suivantes :
- Duché de Limbourg

Le comté de Limbourg ou Lengau est une subdivision de la Lotharingie inférieure. 
Le comté de Lengau est d'abord un ancien pagus du comté de Liège.
D'abord occupé par les Romains, puis par les Francs, il échut lors du traité de Verdun à Louis le Germanique. Devenu par la suite le comté de Lengau, vassal du comté de Liège, il échut par mariage à Frédéric de Luxembourg, duc de Basse-Lotharingie, qui le donna en dot à sa fille Jutta, mariée à Waléram, comte d'Arlon. Celui-ci fit construire vers 1070 un château dans le Lengau qu'il nomma Limbourg (Len-Burg) et s'intitula comte de Limbourg.
Durant le XIe siècle, le duché de Basse-Lotharingie fut disputé entre les comtes de Limbourg et les comtes de Louvain. Deux comtes de Limbourg devinrent duc de Basse-Lotharingie, ne purent le conserver, mais gardèrent le titre de duc. Les comtes de Louvain, de leur côté conservèrent le duché et s'intitulèrent duc de Brabant. De cette période vint une opposition farouche entre les ducs de Brabant et les comtes de Limbourg, qui perdura jusqu'en 1191.

## Comtes carolingiens de Limbourg
- Waléran Ier († 1082), de 1065 à 1082 est comte d'Arlon (sous le nom de Waleran II) et épouse Judith de Luxembourg

- Henri Ier (1059 † 1119), de 1082 à 1119, fils de Waleran Ier est comte et est également duc de Basse-Lotharingie de 1101 à 1106. Il épouse Adélaide de Pottenstein (1061 † 1106).

## Du Comté de Lengau au Duché de Limbourg
En 1101, l'empereur Henri IV du Saint-Empire le fait duc de Basse-Lotharingie ou Lothier et érige le Limbourg en duché.
L'empereur Henri V du Saint-Empire lui retire ce duché, mais Henri de Limbourg conserve le titre de duc et s'intitule duc de Limbourg.

### Composition du Comté
- Il s'étendait grosso modo au nord de la ville belge de Limbourg, entre la Meuse et Aix-la-Chapelle (Pays de Herve et sud du Limbourg néerlandais actuel).

- Le Haut-Ban de Baelen se composait des villages de : Baelen, Bilstain, Goé, Membach, Welkenraedt, la Franchise de Henri-Chapelle et le Bourg d'Eupen (Néaux ou Oepe) avec Niesdorp (Nispert).

- Le Haut-Ban de Walhorn comprenait dix villages et hameaux : Walhorn avec Astenet, Merols (Meroels) et Rabotrath, Eynatten, Hauset, Hergenrath, Kettenis et Raeren avec Nieudorp (Neudorf) et Sief.

- Le Haut-Ban de Montzen comprenait les localités suivantes : Ban de Montzen, Gemmenich, Hombourg, La Calamine, Moresnet, Teuven et Sippenaeken avec Beusdael.

- Le Haut-Ban de Herve, ordinairement appelé sous le nom de Quartier wallon, comprenait outre la Ville de Herve, le Bourg de Hodimont, les villages suivants: Asse, Battice, Chaineux, Charneux, Clermont, Cornesse, Dison, Julémont, Lambermont, Mortroux, Grand-Rechain, Petit-Rechain, Soiron, Thimister, Wegnez, Xhendelesse.

- Le Haut-Ban de Sprimont ou Quartier des Neuf Seigneuries : sept d'entre elles étaient sur les deux rives de l'Ourthe et formait une enclave complètement séparée du restant du Duché par les Principautés de Liège et de Stavelot:
  - Elles étaient généralement désignées sous le nom de Seigneuries d'au-delà des bois: Sprimont, Esneux, Tavier, Villers-aux-Tours, La Chapelle, La Rimière et Baugnée.
  - Les deux autres seigneuries, qui portaient le nom de Seigneuries d'en deçà des Bois étaient: Lontzen et Wodémont.

- Sa capitale est Limbourg sur Vesdre aujourd'hui Dolhain-Limbourg voisine de Verviers, par opposition à Limbourg-sur-Lahn en Hesse.

## Armoiries
Article détaillé : Armoiries du Limbourg et du Luxembourg
|  | Les armes des ducs de Limbourg se blasonnaient ainsi : d'argent au lion de gueules, la queue fourchée passée en sautoir, armé, lampassé et couronné d'or. |

## Source
- Louis Charles Dezobry et Théodore Bachelet, Dictionnaire de Biographie et d’Histoire, Paris, 1863 [détail de l’édition]